# Palazzo Pfanner
Palazzo Pfanner o Palazzo Controni-Pfanner si trova ai margini delle Mura di Lucca, con accesso da via degli Asili 33.

## Storia
La costruzione di Palazzo Pfanner risale al 1660. Furono i Moriconi, membri del patriziato mercantile lucchese, a commissionarlo. Travolti dal fallimento economico essi furono costretti nel 1680 a vendere l'edificio ai Controni, anch'essi mercanti della seta ascesi al rango nobiliare. I Controni si dedicarono all'ampliamento dell'edificio: intorno al 1686 sovrintesero ai lavori per la realizzazione dello scalone monumentale su progetto, si presume, di Domenico Martinelli, architetto e ingegnere lucchese noto per la sua intensa attività presso le corti europee di Vienna e Praga; ai primi del Settecento commissionarono, con ogni probabilità a Filippo Juvarra, la riqualificazione del retrostante giardino; sempre nello stesso periodo affidarono a pittori 'quadraturisti' locali l'affrescatura delle volte dello scalone e degli interni della residenza nobiliare. È nella residenza in cui i Controni, nel 1692, ospitarono il principe Federico di Danimarca di passaggio a Lucca nel corso del suo Grand Tour, famoso per il "flirt" con la giovane locale Maria Maddalena Trenta.
La vicenda della famiglia Pfanner s'intrecciò con la secolare storia del palazzo verso la metà dell'Ottocento. Fu infatti Felix Pfanner (1818-1892), nativo di Hörbranz (Austria), ma di famiglia bavarese, ad acquistare progressivamente l'intera struttura dopo avervi installato, a partire dal 1846, la sua birreria, la prima del Ducato di Lucca e una delle prime in Italia. Negli anni di attività della birreria il giardino del palazzo divenne luogo d'incontro dei lucchesi e di personalità provenienti da tutto il mondo, per degustare birra e passare del tempo in compagnia. La storica Birreria Pfanner, ameno luogo di produzione e mescita collocato tra il giardino e le cantine del palazzo, chiuse nel 1929.
Il palazzo è tuttora di proprietà della famiglia Pfanner la quale, a partire dal 1995, ha intrapreso un'impegnativa opera di restauro promuovendone altresì la valorizzazione attraverso l'apertura al pubblico e l'organizzazione di esposizioni e concerti.

## Interno
La residenza di Palazzo Pfanner, unica parte del palazzo attualmente visitabile, racchiude al suo interno un ampio salone centrale affrescato negli anni venti del Settecento dal quadraturista Pietro Paolo Scorsini, da cui si dipartono sale laterali arricchite da mobili d'epoca, pregiate suppellettili, oggetti sacri e una trecentesca statua lignea raffigurante l'arcangelo Michele. Tra le parti più significative vi è lo scalone monumentale che porta al "piano nobile", adornato con affreschi risalenti a inizio Settecento e attribuiti ai pittori Bartolomeo De Santi e Lorenzo Castellotti. La residenza ospita un'esposizione permanente di strumenti medico-chirurgici e antichi testi di medicina appartenuti a Pietro Pfanner (1864-1935), chirurgo, filantropo e sindaco di Lucca dal 1920 al 1922.

## Giardino

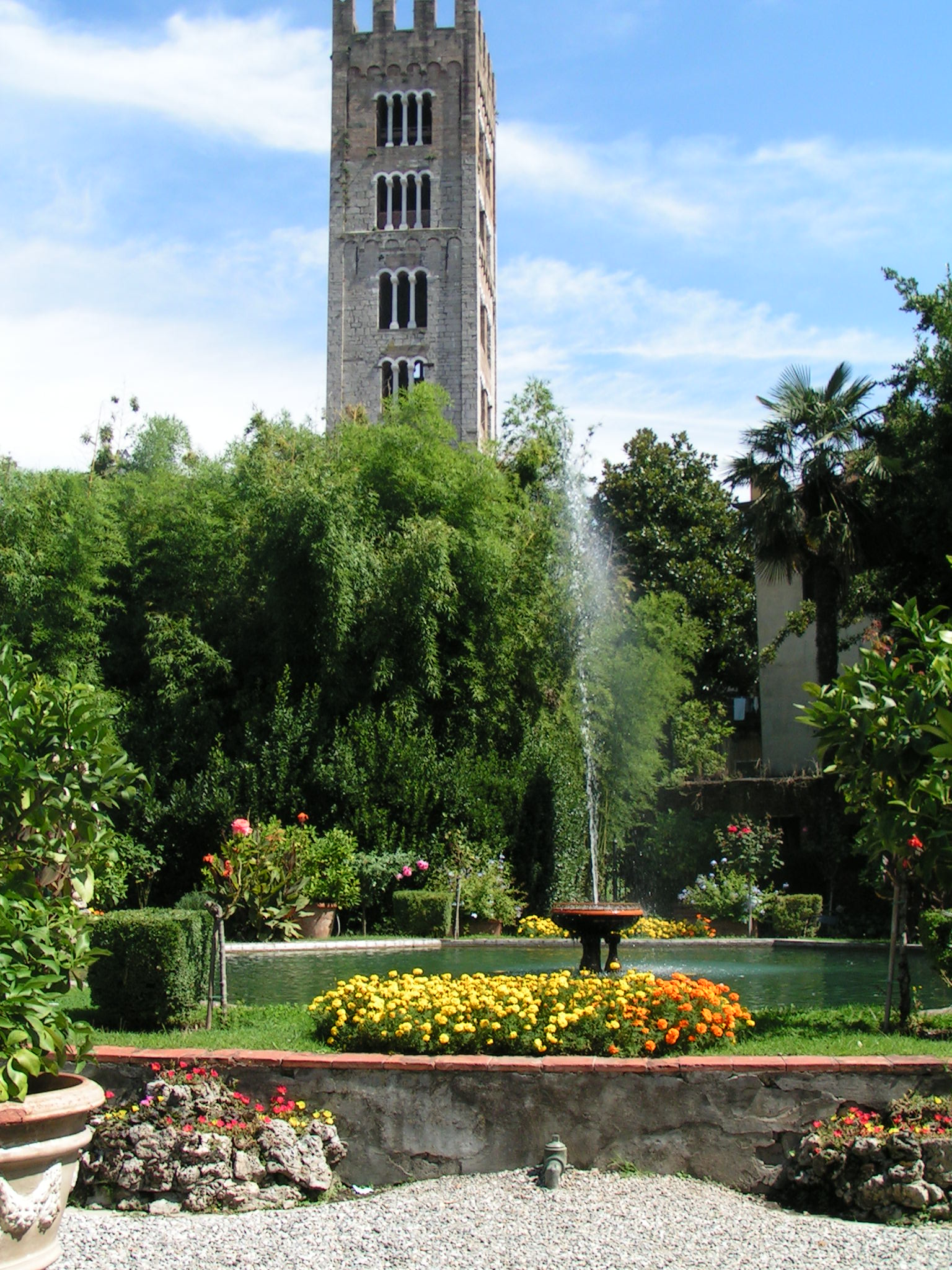
Il campanile della basilica di San Frediano che si affaccia sul giardino di palazzo Pfanner.

Il giardino si sviluppa tra l'attuale palazzo a sud e le mura urbane a nord, come già si può vedere nella carta del Sinibaldi del 1843. Il giardino è uno degli esempi meglio conservati di giardino barocco in stile italiano, e sembra che sia stato progettato da Filippo Juvarra in prima persona. Tra gli elementi più scenografici ricordiamo la massiccia presenza di statue settecentesche raffiguranti dei dell'Olimpo e personaggi della mitologia greca.
Superato il cancello d'ingresso si apre una zona pavimentata in pietre squadrate, in cui sono posti quattro vasi in terracotta con piante di cycas, che delimitano il percorso di accesso al giardino. Questo è suddiviso geometricamente in sette ampi spazi rettangolari delimitati da vialetti rettilinei. L'area verde di fronte al palazzo è suddivisa in quattro zone erbose, bordate da siepi di bosso e alloro, con al centro una vasca ottagonale, decorata con quattro statue allegoriche raffiguranti gli elementi: Vulcano (fuoco), Mercurio (aria), Dionisio (terra) e Oceano (acqua). Vicino al palazzo sono ubicate invece le statue dell'allegoria delle quattro stagioni.
All'interno delle aree erbose, sono presenti oltre a fioriture stagionali piante di tasso, pini, alberi da frutto e magnolie. Tra le piante del giardino molte sono secolari e particolarmente antiche, famosi sono i boschetti di Bambù che risalgono agli albori del giardino. Dalla parte opposta dell'ingresso, addossato al muro di cinta, si trova la limonaia, sormontata da una balaustra sulla quale si ergono i leoni ed al centro un basilisco, emblema dei Controni. Ai lati del portale in legno ci sono due nicchie contenenti a destra la statua di Ercole e a sinistra quella di Cibele. I due viali principali che definiscono gli spazi erbosi sono delimitati da numerosi vasi contenenti piante di limoni e di rose.
Per la sua architettura e l'ampio giardino è stato utilizzato da numerosi registi come set, incarnando a pieno l'immaginario del "palazzo della nobiltà papalina". Ad esempio è il palazzo del marchese del Grillo nell'omonimo film con Alberto Sordi (1981), la residenza della famiglia dei Sant'Agata in Arrivano i bersaglieri di Luigi Magni e il giardino in Ritratto di signora con Nicole Kidman del 1996.
Attualmente nelle scuderie di Palazzo Pfanner ha sede il ristorante L'imbuto, gestito dallo chef Cristiano Tomei e presente nella guida Michelin.  il Palazzo Pfanner è oggi sede di eventi, e da qualche anno è possibile anche soggiornarvici.